# Rocky Ridge (Utah)
Rocky Ridge ist ein Ort im Juab County im US-Bundesstaat Utah.

## Geographie
Der Ort bedeckt eine Fläche von 4,9 km², darunter keine Wasserflächen.

## Geschichte
Der Ort wurde 1998 inkorporiert.

## Demographie
Beim Zensus 2000 wurden 61 Haushalte und 60 Familien gezählt. Die Bevölkerung ist ethnisch 99,26 % weiß, 1,24 % hispanisch/Latino.
Der Median der Haushalts-/Familieneinkommen lag  bei 31.944 US$.
Die meisten Einwohner gehören den Apostolic United Brethren an.